# Victor Thiry
Victor Thiry (Dinant, 31 juli 1817 - Luik, 4 oktober 1889) was een Belgisch jurist en hoogleraar aan de Universiteit van Luik, waarvan hij van 1873 tot 1879 rector was.

## Biografie
Na zijn rechtenstudies aan de Universiteit van Luik, werd Thiry in 1847 professor burgerlijk recht aan de rechtsfaculteit van die universiteit. Hij was rector van de universiteit van 1873 tot 1879.
Thiry publiceerde diverse artikelen in de Revue des revues de droit, de Revue critique de législation en La Belgique judiciaire. Na zijn overlijden publiceerde zijn zoon in 1890 zijn magnum opus Cours de droit civil.

## Werken
- (fr)  Cours de droit civil, Luik, Vaillant, 1890.

- Système universitaire de documentation: 084017015
- Virtual International Authority File: 208927732